# Conjunto de soluciones (matemáticas)
En matemáticas un conjunto de soluciones es el conjunto de valores que satisfacen una ecuación, una inecuación, un sistema de ecuaciones, o uno de inecuaciones. Es un subconjunto de los valores «permitidos» a las incógnitas.
En términos lógicos, el conjunto solución es aquel cuyos elementos hacen que una proposición abierta sea verdadera.
Como las ecuaciones son proposiciones cuyo valor de verdad depende de las incógnitas que en ella aparecen, la definición de conjunto solución aplicada a estas puede ser considerada entonces como un caso particular.
El conjunto de soluciones puede tener un solo elemento, varios (incluso infinitos, por ejemplo en una identidad) o ninguno (el conjunto vacío).

## Definición
Dada una aplicación f : A → B, la expresión f(x) = b determina una ecuación, en tanto consideremos a x como una indeterminada que pertenece al conjunto A.
| El conjunto solución o conjunto de soluciones de una ecuación es la imagen inversa de b a través de f. |

El conjunto solución está constituido por todos los a ∈ A determinados que satisfacen la ecuación, es decir, aquellos para los cuales se cumple f(a) = b. Hay una sutil diferencia conceptual entre las notaciones

{\displaystyle f(x)=b,}
{\displaystyle f(a)=b.}

En la primera, x es un valor desconocido, del cual se sabe que está en A. La segunda involucra, si existe, un elemento conocido a de A que puede «reemplazarse» en la primera igualdad y transformarla en una identidad numérica.
De modo análogo puede definirse el conjunto solución para las inecuaciones.
Si {\displaystyle \scriptstyle {\mathcal {S}}} denota al conjunto de soluciones de la ecuación f(x) = b, la inecuación f(x) ≠ b tiene como solución el conjunto {\displaystyle \scriptstyle {\overline {\mathcal {S}}}\ =\,A\setminus {\mathcal {S}}}, es decir, el complemento de {\displaystyle \scriptstyle {\mathcal {S}}}. Este contiene todos los elementos de A que no están en {\displaystyle \scriptstyle {\mathcal {S}}}.
Para otros tipos de desigualdades, como las relaciones < o >, se requiere que A y B sean conjuntos parcialmente ordenados con una relación de orden equivalente. Así, si {\displaystyle {\mathcal {R}}} representa una relación de este tipo, la solución de {\displaystyle f(x){\mathcal {R}}b} está constituida por los elementos de A que cumplen esa relación.

## Ejemplos
- Para |x+5|=7 tiene por conjunto de soluciones {\displaystyle {\mathcal {S}}=\{-12,2\}} (tiene 2 soluciones).
- Para {\displaystyle x\in \mathbb {R} }, {\displaystyle x^{2}=-1} tiene por conjunto de soluciones {\displaystyle {\mathcal {S}}=\varnothing } (no tiene soluciones).
- Para {\displaystyle x\in \mathbb {C} }, {\displaystyle x^{2}=-1} tiene por conjunto de soluciones {\displaystyle {\mathcal {S}}=\{-i,i\}} (tiene dos soluciones).
- Para {\displaystyle x\in \mathbb {R} }, {\displaystyle \sin(\pi x)=1} tiene por conjunto de soluciones {\displaystyle {\mathcal {S}}=\left\{\textstyle 2k+{\frac {1}{2}}:k\in \mathbb {Z} \right\}} (infinitas soluciones).
- Para {\displaystyle x\in \mathbb {R} }, {\displaystyle x^{2}\leq 9} tiene por conjunto de soluciones {\displaystyle {\mathcal {S}}=[-3,3]} (un intervalo).
- Para {\displaystyle (x,y)\in \mathbb {R} ^{2}}, la ecuación en dos variables {\displaystyle \textstyle {\frac {1-3y}{x-2y}}={\frac {2x}{2y-x}}+1} tiene como conjunto de soluciones {\displaystyle {\mathcal {S}}=\{(t,t+1):t\neq -2\land t\in \mathbb {R} \}}, que geométricamente puede representarse como una recta en el plano euclídeo,[4] con un «agujero» en el punto {\displaystyle (-2,-1)}. Este problema aparece porque {\displaystyle 2y-x=0} es una expresión que conduce a una división por cero en la ecuación.
- Para f una función real que cumple {\displaystyle f(1)=4}, la ecuación diferencial ordinaria {\displaystyle 3f(x)-xf'(x)=0} tiene como conjunto de soluciones {\displaystyle {\mathcal {S}}=\left\{4x^{3}\right\}}.